# Zelki
Zelki (niem. Neuhoff) – wieś w Polsce położona w województwie warmińsko-mazurskim, w powiecie giżyckim, w gminie Wydminy.
W latach 1975–1998 miejscowość administracyjnie należała do województwa suwalskiego.
Wieś po raz pierwszy została wymieniona w dokumentach z roku 1513, w połowie XVI wieku nadana Wolfowi zu Heydeckowi, ród ten posiadał Zelki do 1746. 
We wsi kościół neogotycki z 1844, wzniesiony według projektu znanego architekta Karla Friedricha Schinkela, przebudowany w latach 1932–1934. Niewielka bryła z wieżyczką o hełmie wiciowym, kryty tropem. Wystrój neogotycki, na ścianie ołtarzowej dużych rozmiarów obraz przedstawiający objawienie w Gietrzwałdzie. Obecnie służy jako kościół parafialny parafii Matki Bożej Gietrzwałdzkiej.
W Zelkach swoją siedzibę ma Filia Szkoły Podstawowej w Wydminach oraz Filia Gminnej Biblioteki Publicznej w Wydminach.
Dawne nazwy wsi: Selken, Seelken, Neuhoff (1938-1945).